# Lukas Lichtner-Hoyer
Pas d'image ? Cliquez ici
Lukas Lichtner-Hoyer, né le 16 avril 1962 à Vienne est un pilote automobile autrichien. Il a notamment participé aux 24 Heures du Mans, en 2009. Il est le propriétaire de l'écurie Jetalliance Racing.

## Carrière
En 2008, à Hockenheim, il remporte la première manche de la Porsche Supercup.
En 2009, il participe aux 24 Heures du Mans. Au volant de l'Aston Martin DBR9 de Jetalliance Racing, il se classe au troisième rang de la catégorie GT1 et à la trente-et-unième place du classement général,,,,.
En septembre 2010, Lukas Lichtner-Hoyer remporte le championnat tchèque des voitures de tourisme.
En novembre 2011, il crée un groupe de rock nommé Miracle 66 en référence à l'écurie éponyme sur laquelle s'est construite le Jetalliance Racing.